# Ку-треска
Ку-треска (на английски: Q fever) е природно-огнищно заболяване, което принадлежи към групата на зооантропонозите, т.е. засяга не само животни, но и хора. В научната литература то е известно още и със следните имена – Кланична треска, Куинсландска треска, Балкански грип, Query Fever и др. Нейният причинител е Coxiella burnetii. Той е изключително издръжлив и остава дълго време жизнеспособен във външна среда. Основният резервоар на заболяването при домашните животни са говедата, овцете и козите като причинителят се отделя, чрез млякото, фекалиите, урината и околоплодната течност при раждане. Клинически при животните заболяването се демонстрира с преждевременно раждане и аборт на плода и метрит с последвало безплодие при майката. При хората около 50% от болните показват клинична проява. Тя се демонстрира с треска продължаваща 1 – 2 седмици, главоболие, мускулни болки, повръщане, диария и др. Смъртните случаи при хората са рядкост – под 2%, а след преболедуване организмът изгражда продължителен имунитет.

## Исторически сведения за заболяването
Първите изследвания върху болестта са направени в Куинсланд, Австралия, през 1937 г. от Едуард Холбрук Дерик. Заболяването е описано като ендемични прояви при работници в кланици, млекопреработвателни предприятия и горски обекти. То бива наречено от него с името – Ку-треска (Q-fever) – (от query – на английски въпрос и от Queensland – мястото където е изследвано). Непосредствено сред откриването ѝ в Австралия болестта бива диагностирана в САЩ. По-късно Ку-треската е установена и в други континенти:
- Африка – Алжир (1948), Мароко (1946), Либия (1952), Белгийско Конго (1950), Египет (1952), Френска екваториална Африка (1951), Южна Африка (1950).
- Азия – Турция (1948), Израел (1949), Ирак (1948), Китай (1951), Иран (1952), Индия (1954)
- Океания – Нова Зеландия (1946).

В Европа Ку-треската е описана за първи път на Балканите и в Италия по време на Втората световна война като заболяване причинило сериозни затруднения в здравословното състояние на двете воюващи страни. Тогава е наречена и с другото си известно наименование – „Балкански грип“. След войната случаи на заболяване биват регистрирани последователно от почти всички европейски страни. Болестта е ендемична не само за Австралия, но и за голяма част от света.
В изучаването на заболяването първоначално е обърнато внимание на хода на протичането му при хората. На по-късен етап настъпва по-сериозно изучаване на болестта при домашните животни, поради факта, че те са източници на инфекция при хората. Установява се че над 80 вида домашни и диви бозайници и над 60 вида птици са носители на болестта. Установява се и преносителството от кърлежи.

### Ку-треска в България
Първите случаи на заболели хора от Ку-треска в България са описани през 1949 г. Задълбочени епидемиологични проучвания обаче започват на по-късен етап във връзка с окрупняването на земеделската земя и добитъка в държавни ферми и селскостопански кооперативни единици. Концентрацията на домашни животни (най-вече крави и овце) благоприятства поддържането на C. burnetii в природата – предимно в кърлежи като резервоар на инфекцията. Процента на заразените кърлежи е 26% в Югозападна и 22% в Североизточна България.
След 1990 г. ситуацията със заболяването се променя драматично. Броят на кравите и овцете намалява за сметка на козите. Тези промени също оказват влияние и върху появата на сезонност на заболяването при хората в България. Постепенното увеличаване на случаите след 1990 г. се предполага, че се дължи на повишаването на броя на козите и превръщането им в един от основните резервоари на инфекцията.
Най-големият взрив в България е регистриран към края на 1992 г. и началото на 1993 г. в Панагюрище. Заболяването започнало като грипна епидемия с повече от 2000 случаи на остри респираторни заболявания, кашлица и бронхопневмония. Повечето от пациентите не са били заети в селското стопанство или в преработката на животински продукти. Серологичното изследване на домашни животни показва, че 26% от козите и 28% от овцете са серопозитивни. Въпреки това, най-вероятно овцете не са били източник на заболяването. Най-голям брой хора са заболели от Ку-треска в периода април – юни, като в същия период козите заразили малките чрез млякото, а при някои от тях възникнали и спорадични аборти. Повторна вълна на Ку-треска в Панагюрище е наблюдавана през периода от април до юни 1995 г. Резултатите показват, че заболяването е с ендемичен характер за района на града и е с изразена сезонност (пролетна проява), а козите са основният източник на инфекцията за хората.
Подобна сезонност при появата на Ку-треската се наблюдава във всички региони на страната (районите на Ихтиман и Елин Пелин на запад, Стара Загора на юг, Благоевград в югозападна, Враца в северозападна и Варна в североизточна България).
Друга по-голяма епидемия на това заболяване в България е регистрирана през месец май 2004 г. в Ботевград и околните селища. Засегнати са повече от 200 души с клинични признаци на респираторен синдром. На серологично потвърденото заболяване при хората съответства значително нарастване на сероположителните за C. burnetii животни в същия район: кози – 63%, овце – 47% и говеда – 33%.
В 2020 година установиха случаи на ку-треска в четири ферми в Ямболско. Болестта е била открита при говеда, овце и кози в три общини - Стралджа, Елхово и Болярово. Установени са 14 положителни проби.

### Статистически данни
| Страна     | Говеда | Кози | Свине | Овце |
| ---------- | ------ | ---- | ----- | ---- |
| Австрия    | 72     | 6    | –     | 18   |
| Белгия     | 4      | 0    | –     | 0    |
| Дания      | 59     | –    | –     | -    |
| Германия   | 998    | 17   | 0     | 96   |
| Унгария    | 33     | 1    | 2     | 3    |
| Италия     | 72     | 6    | –     | 18   |
| Полша      | 0      | –    | –     | -    |
| Португалия | 0      | 4    | –     | 1    |
| Словакия   | 373    | 0    | 0     | 19   |

Забележка:
Знак „-“ в полето означава, че не са провеждани изследвания за съответния вид

## Етиология
Причинител на болестта е дребен, вътреклетъчен паразит Coxiella burnetii, който много често, макар и неправилно се нарича рикетсия. Въпреки близкото си родство с рикетсиите, той е отделен от този род в самостоятелен наречен Coxiella като негов единствен представител. Той се локализира в цитоплазмата на ретикулоендотелните клетки. Притежава значителна устойчивост във външната среда, както и от въздействието на високи температури. Така например, пастьоризацията на млякото при 72 °C за 20 секунди не я унищожава. Дезинфектанти като 5% формалин и 5% хлорна вар унищожават коксиелата, но основите не ѝ действат.

## Епизоотология
При естествени условия боледуват най-вече говедата, овцете и козите, по-рядко коне, кучета, водоплаващи и кокошеви домашни птици. Много видове диви животни също боледуват.

### Механизми на предаване
Начините на предаване на инфекцията са много и разностранни:
- Аерогенно – Това е най-известният начин на предаване на причинителят на заболяването. Най-често става посредством капкова или прахова инфекция, а предавателния механизъм се активизира през студените месеци на годината. Отделянето на причинителя от болните животни се извършва, чрез кашлицата по капков път или с плодните обвивки при раждане. Подът и постелята замърсени с тях по-късно изсъхват. С копитата си животните я разпрашават и се образуват фини прахови частици, които при вдишване попадат заедно с причинителя в здрав организъм. Промишленото отглеждане на животни в затворени, запрашени и пренаселени помещения създава благоприятни условия за аерогенното им заразяване.
- Орално – Този начин на заразяване се извършва посредством консумиране на замърсена храна и при бозаене на мляко от инфектирани животни.
- Транскутанно – Този начин на заразяване става посредством ухапване от кърлежи. При кръвосмученето, на иксодовите кърлежи се отделя слюнка съдържаща причинителя на заболяването. Тя попада в гостоприемника и по този начин паразитиращото членестоного инокулира заразния агент.
- Интраутеринно – Описани са случаи на преминаване на причинителя на заболяването през трансплацентарната бариера и да зарази плода.
- Инфектиране при копулация – Възможно е предаване по полов път макар че почти няма практическа значимост.
- Конюнктивално – Възможно е предаване през конюнктивата макар че и този начин почти няма практическа значимост.

### Природна огнищност
- Кърлежи – те са едни от главните резервоари на C. burneti в природата и имат важна роля в поддържането на огнищата при селскостопанските животни. Носителство на коксиелата е доказано в 62 вида кърлежи от семействата Ixodidae, Argasidate и Gamasidae. Сред най-честите преносители на C. burnetii, се посочват Rh. sanguineus, H. plumbeum, Rh. turanicum, I. ricinus, H. marginatum, H. punctata и др. За иксодовите кърлежи е установено пожизнено съхраняване на възбудителя.
- Домашните животни (особено селскостопанските) са друг основен резервоар на инфекцията. Овцете и говедата са един от главните източници. Предаването на заразата може да се извърши хоризонтално от животно на животно и без посредничеството на кърлежи. Голямо значение за поддържане на огнищата имат носителството, при което през известни интервали от време и под влияние на определени фактори инфекцията се изостря и заразените животни започват да отделят инфекциозния агент. Затова тук особено опасен става периодът на раждането. Плацентата и околоплодните води са богати на коксиели. Допълнително под влияние на раждането инфекцията се активира и възбудителят се отделя с фекалиите, урината, млякото, със слюнката и носните секрети в голямо количество и продължително време.
- Диви животни – резервоар на заразата са различни видове бозайници като зайци, лисици, язовци, лалугери и много видове птици. При тях заболяването протича предимно като скрита инфекция.

### Сезонност
Поради факта, че тревопасните селскостопански животни и кърлежите са основния резервоар на инфекцията и сезонността на раждане и лактация при някои видове от една страна и активирането на кърлежите в определени месеци може да се приеме, че заболяването показва зимно-пролетно-лятна сезонност. Тя е в пряка зависимост с раждането на овцете и кравите и усилената лактация през този период. През някои месеци животните излизат на паша, при което се увеличава контактът им с инфектирани кърлежи. Снижаването на заболеваемостта през останалите месеци се предполага, че е свързано с намаляването на източниците на инфекция и на възприемчивите животни вследствие на преболедуване на известна част от тях.

## Епидемиология
Заразяването на човека е в пряка връзка със заболеваемостта при животните. То е възможно да се извърши посредством ухапване от кърлеж, в помещенията за животни като прахова или капкова инфекция, при разраждане, доене, почистване, пиене на сурово мляко. Заразяване се извършва и при преработка на животински суровини – мляко и месо от болни животни, пух, пера, вълна и други, а също и при работа с тревни фуражи, в които са пребивавали гризачи носители на болестта. Заболяването при хората има спорадичен характер, но не са и рядкост и ендемичните взривове. Най-застрашени са ветеринарни работници, животновъди и работещите в кланици. Болестта е характерна за пролетно-летния сезон, когато домашните животни раждат.

## Патогенеза
Причинителят прониква в организма през лигавиците на горните дихателни пътища, храносмилателната система или нараняване на кожата при ухапване от кърлежи. Локални възпаления на входната врата не се получават. Причинителят се локализира в органите богати с моноцито–макрофагиалната система – особено в белите дробове, млечната жлеза, тестисите, сърдечно-съдовата система, лимфните възли, черния дроб и далака. При бременни животни прониква в плацентата, родовите пътища и околоплодните течности.

## Клинични признаци
Ку-треската има сравнително кратък инкубационен период – между 3 и 30 дни. Симптомите на болестта са нехарактерни и наподобяват на заболяване от грип – внезапна отпадналост, втрисане, висока температура.

### При овце и кози
Телесната температура се повишава, признаци на треска и бронхопневмония. Появява се диария продължаваща до три дни. Апетитът намалява, млечната секреция също. Появяват се изтечения от очите придружени с конюнктивит. Нередки са и случаите на аборти.

### При говеда
Демонстрира се с учестяване на дишането, повишаване на секрецията от носа и повишаване на телесната температура. Млекодобивът рязко намалява, възможно е преджевременно раждане или аборт с последващо продължително безплодие.

### При коне
Повишаване на телесната температура, умърлушеност, апатия и намаляване на апетита.

### При кучета и котки
Характерни са пневмония, кашлица, увеличаване на далака и ентерит. Котките не боледуват, а само могат да бъдат преносители.

### При птици
Повишаване на телесната температура и намаляване на апетита, влошаване на общото състояние, намаляване на телесната масата и на яйцеснасянето.

### При хората
Болестта започва внезапно с втрисане, повишаване на температурата, главоболие, болки в мускулите на тялото и най-вече на прасците. Появява се безсъние, но общото състояние остава сравнително запазено. За няколко дни температурата достига до 40 °C като се запазва за около две седмици с известни периоди на спадане. Възможна е поява на диария. Основните признаци са от страна на дихателната система – ринит, зачервяване на гърлото, кашлица. На 3 – 4 ден от заболяването се появяват болки зад гръдната кост и бодежи в гърдите. Появява се продуктивна кашлица със слузни храчки, примесени дори и с кръв. При тежките форми се засяга сърцето с признаци на ендокардит.

## Патологоанатомични изменения
- При животните се установяват пневмония (засегнати са предните дялове на белите дробове), увеличен далак и лимфни възли. Възможен е и ентерит.
- При хората – пневмония, ендокардит, белодробни емболии, тромбози на мозъчните съдове и сърцето.

## Диагноза
Диагнозата се поставя на базата на анамнезата, епизоотологичното (епидемиологичното) проучване, клиничните признаци и лабораторно изследване. Изследва се подходящ материал за откриване на причинителя – плацента, абортирани плодове, изпражнения и др. Извършва се серологично изследване на кръвни проби. При човека насочваща стойност могат да имат данните за ендемичност на районите, професия на болния, данни от рентгеновото изследване.

## Лечение
При навременно диагностициране лечението на ку-треската е успешно. Хоспитализацията е задължителна. Препоръчва се висока лична хигиена, дезинфекция, дезинсекция като профилактика и редовна ваксинация при евентуални контакти с болестта. След излекуването на ку-треската болните придобиват продължителен имунитет. Смъртността е ниска: около 1 – 2% от заболелите умират.
Лечението на острата форма на заболяването с антибиотици е много ефективно и трябва да се проведе след задължителна консултация със специалист по инфекциозни болести. Доксициклинът е най-често използвания и ефективен тетрациклинов антибиотик. Лечението трябва да започне в рамките на първите 3 дни от заболяването. Препоръчва се доза от 100 mg доксициклин приеман през устата два пъти дневно в продължение на 15 – 21 дни. Квинолоновите антибиотици също се използват за лечение на заболяването.
Хроничният ендокардит възникнал в хода на заболяването се лекува много по-трудно и продължително. Прилагат се основно два ефективни метода на лечение:
- Доксициклин в комбинация с хинолони за най-малко 4 години.
- Доксициклин в комбинация с хидроксихлороквин за 1,5 до 3 години.

Възможно е и прилагане на хирургична намеса.
Лечението на Ку-треска по време на бременност е трудно, защото доксициклинът и ципрофлоксацинът са противопоказани при бременност. Препоръчва се лечение пет седмици от ко-тримоксазол.

## Профилактика
- При животните. Предпазване на животновъдните стопанства с избягване на закупуване на животни с неясен произход. При закупуване на животни и населване в помещения с други е задлжително да се провежда карантина с регулярни серологични изследвания и изкъпвания против кърлежи.
- При хората. Работещите в животновъдството трябва да вземат предпазни мерки при работа с животните. Стриктно се спазва хигиената на млекодобива, помещенията и съдовете редовно се почистват и дезинфекцират. Млякото да се консумира задължително след термична обработка. Бременни, болни с вродени или придобити клапни увреждания и лица с потиснат имунитет трябва да се изключат от дейности, свързани с възможен контакт с причинителя на Ку-треската.

## Други
Причинителят на заболяването Coxiella burnetii е силно инфекциозен агент устойчив на топлина и изсушаване. Аерогенното заразяване предразполага по-голям брой заразени хора. Един-единствен микроорганизъм може да причини заболяване на потенциалната жертва. Този агент може да бъде разработен за употреба в биологично оръжие и се счита за потенциална терористична заплаха.